# Wilhelmsdorf, Bayern
Wilhelmsdorf är en kommun och ort i Landkreis Neustadt an der Aisch-Bad Windsheim i Regierungsbezirk Mittelfranken i förbundslandet Bayern i Tyskland.
Kommunen ingår i kommunalförbundet Hagenbüchach-Wilhelmsdorf tillsammans med kommunen Hagenbüchach.